# Everybody's Doing It
Everybody's Doing It è un cortometraggio muto del 1916 diretto da Tod Browning.

## Produzione
Il film, girato nel settembre 1916 con il titolo di lavorazione The Rescuers, fu prodotto da The Fine Arts Film Company.

## Distribuzione
Fu distribuito dalla Triangle Film Corporation che lo fece uscire nelle sale statunitensi nell'ottobre 1916.